# 명예선언 사건
명예선언 사건은 1989년 1월 5일 육군의 초급장교 2명이 양심선언문을 발표하고 군의 정치적 중립을 촉구한 사건이다.
육군 제30사단 공병대대 2중대장 이동균(30) 대위와 3중대 1소대장 김종대(26) 중위 등 초급장교 2명은 1989년 1월 5일 기독교회관 한국기독교교회협의회 인권위원회 사무실에서 위관급 장교 5명의 명의로 된 "지금까지 불명예로 군을 이끌어온 정치군인들의 진실한 각성과 반성을 촉구한다"는 명예선언을 발표하였다. 이들은 다음 날 1월 6일 아침에 연행되어 정치관여죄로 구속되었으나 각계 각층의 석방요구로 인하여 육군은 2월 4일 불기소 처분하면서 사단 징계위원회에 회부되었다. 사단 징계위원회는 2월 20일에 이동균과 김종대에 대해 파면처분, 이청록, 박동석, 권균형에 대해 3개월 정직처분을 했다.
1990년 5월 서울고등법원 특별3부(재판장 고중석 부장판사)는 이동균, 김종대가 낸 파면취소 청구소송에서 "파면처분은 정당하다"며 청구를 기각했으며, 또한 1991년 4월 대법원은 이들의 파면처분 취소 상고를 기각하였다.